# KiKi京橋
KiKi京橋（キキきょうばし）は、大阪府大阪市都島区にある複合商業施設。

## 概要

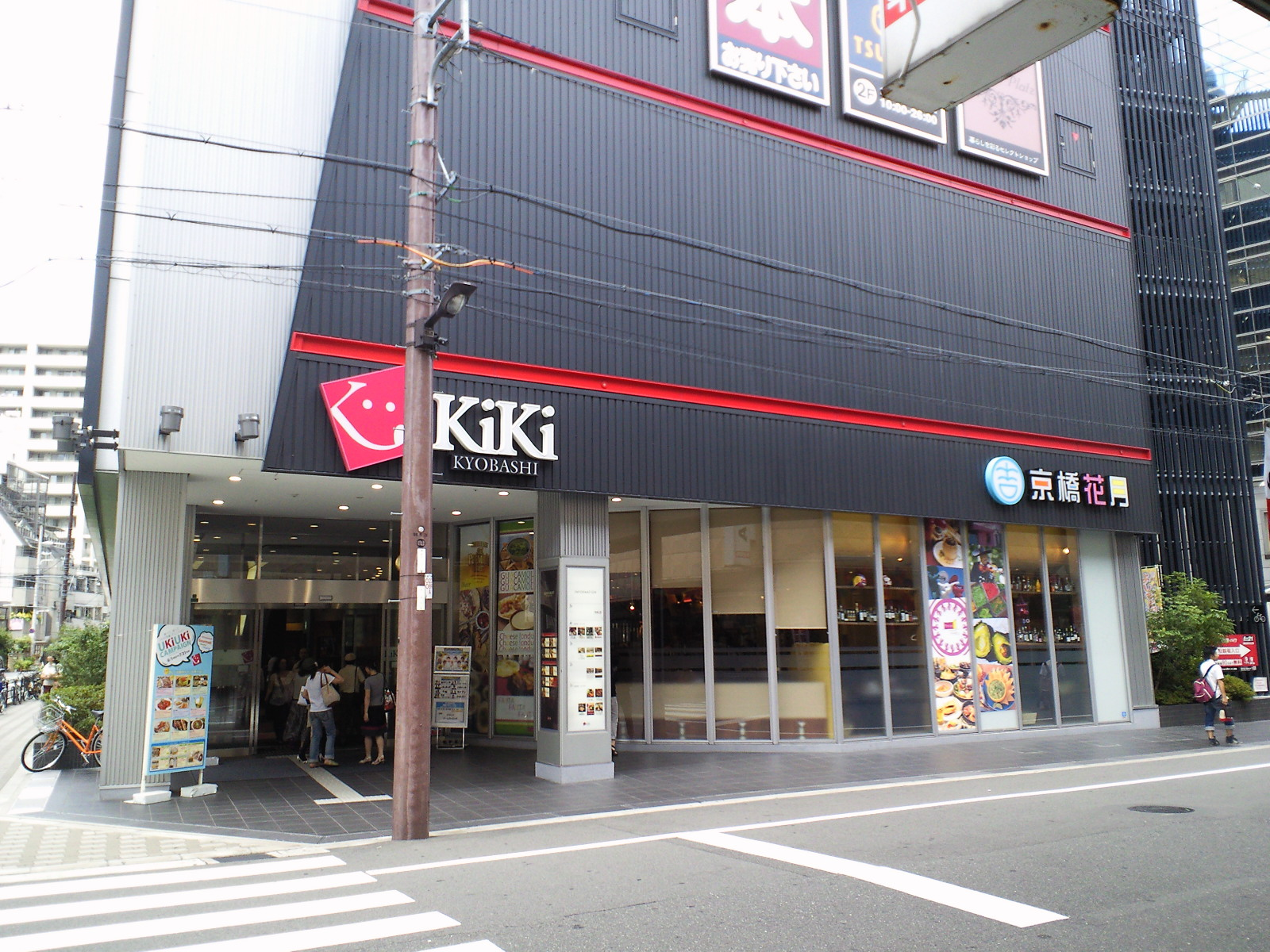
京橋花月があったころの外観

2008年11月28日に大阪府大阪市の京橋駅前に開業した。運営は、京阪電気鉄道の子会社・京阪流通システムズ。
かつて京橋駅から離れた位置（コムズガーデンの北西）にあったTSUTAYAが、移転する形で出店していたが2022年1月26日に閉店した。
また吉本興業の演芸場を誘致し「京橋花月」をオープンさせるなど、京橋の新名所としての複合商業ビルを目指したが、京橋花月は3年間の賃貸借契約を更新せず、2011年11月末で撤退することになった。

## フロアマップ
- 5F - 劇場
- 4F - レストラン
- 3F - ショッピング&サービス
- 2F - ショッピング&サービス
- 1F - カジュアルレストラン

## 主なテナント
- セカンドストリート（2階）
- たかの友梨ビューティークリニック（2階）
- ブックオフ（3階）
- くら寿司 (4階)
- 羅い舞座 京橋劇場 (5階)

### 過去に出店していたテナント
- 京橋花月（5階）
- ぼてぢゅうKiKi京橋店（1階）
- TSUTAYA（2階）

## アクセス
- 京阪電気鉄道京阪本線・京橋駅 - 片町口より徒歩約1分
- 西日本旅客鉄道（JR西日本）大阪環状線・片町線（学研都市線）・JR東西線京橋駅 - 北口より徒歩約5分
- Osaka Metro長堀鶴見緑地線・京橋駅 - 2号出口より徒歩約1分

このように、京橋駅のすぐ近くという立地から、さまざまな鉄道路線でのアクセスが可能である。